# Робер Пері
Робер Пері (фр. Robert Péri, 29 січня 1941, Марсель — 14 січня 2022, Ле-Боссе) — французький футболіст, що грав на позиції захисника.
Виступав, зокрема, за клуб «Бордо», а також національну збірну Франції.

## Клубна кар'єра
У дорослому футболі дебютував 1959 року виступами за команду «Екс», у якій провів чотири сезони, взявши участь у 106 матчах чемпіонату. 
Протягом 1963—1966 років захищав кольори клубу «Стад Франсе».
Своєю грою за останню команду привернув увагу представників тренерського штабу клубу «Бордо», до складу якого приєднався 1965 року. Відіграв за команду з Бордо наступні п'ять сезонів своєї ігрової кар'єри.
Згодом з 1969 по 1972 рік грав у складі команд «Мец», «Ангулем» та «Бордо».
Завершив ігрову кар'єру у команді «Тулон», за яку виступав протягом 1972—1975 років.

## Виступи за збірну
У 1965 році дебютував в офіційних матчах у складі національної збірної Франції.
Загалом протягом кар'єри в національній команді, яка тривала 3 роки, провів у її формі 3 матчі.
Помер 14 січня 2022 року на 81-му році життя у місті Ле-Боссе.
| Дата      | Місто  | Господарі | Результат | Гості   | Турнір           | Голи | Примітки |
| --------- | ------ | --------- | --------- | ------- | ---------------- | ---- | -------- |
| 24-3-1965 | Париж  | Франція   | 1 – 2     | Австрія | товариський матч | -    |          |
| 19-3-1966 | Париж  | Франція   | 0 – 0     | Італія  | товариський матч | -    |          |
| 27-9-1967 | Берлін | ФРН       | 5 – 1     | Франція | товариський матч | -    |          |
| Усього    |        | Матчів    | 3         |         | Голів            | 0    |          |